# Swedish Open 2006
Lo Swedish Open 2006 è stato un torneo di tennis giocato sulla terra rossa. È stata la 59ª edizione dello Swedish Open, che fa parte della categoria International Series nell'ambito dell'ATP Tour 2006. Si è giocato al Båstad Tennis Stadion di Båstad in Svezia, dal 10 al 17 luglio 2006.

## Campioni

### Singolare
Tommy Robredo ha battuto in finale  Nikolaj Davydenko con il punteggio di 6–2, 6–1.

### Doppio
Jonas Björkman /  Thomas Johansson hanno battuto in finale  Christopher Kas /  Oliver Marach con il punteggio di 6–3, 4–6, [10–4].